# ينغجة يارانميش
ينغجة يارانميش هي قرية في مقاطعة مرند، إيران. عدد سكان هذه القرية هو 8 في سنة 2006.